# Llancillo
Llancillo est une paroisse civile du Herefordshire, en Angleterre.